# 北門郡

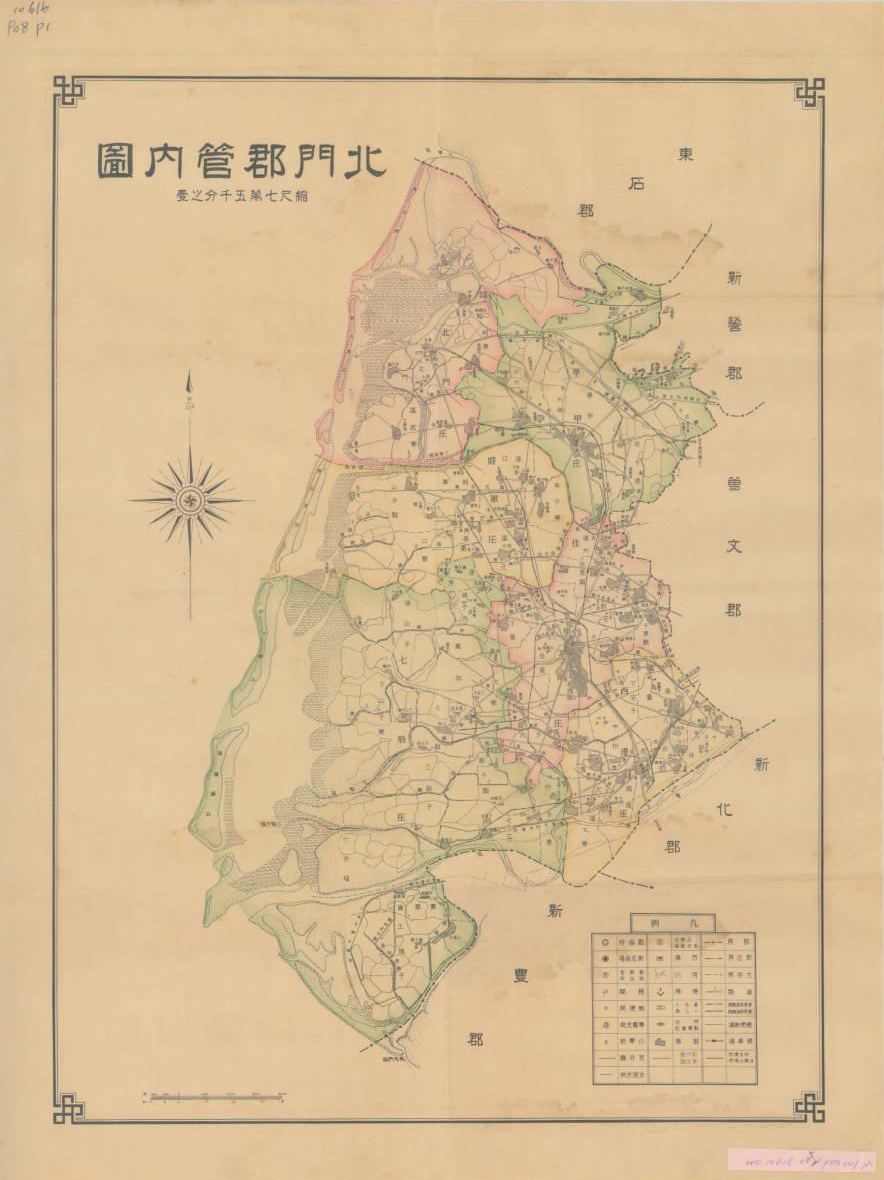
北門郡管內圖

北門郡為臺灣日治時期的行政區劃。1920年合併臺南廳的「北門嶼支廳」與「蕭壠支廳」為北門郡，該郡隸屬臺南州。
北門郡管轄佳里街、西港庄、七股庄、將軍庄、北門庄、學甲庄。轄域即今臺南市佳里區、學甲區、西港區、七股區、將軍區、北門區等地。郡役所設於佳里街，所址為今中山路與進學路口的黃東公園大飯店。

## 郡名由來
郡治為佳里街，但以北門為名。這種模式可能與同州東石郡，臺中州大甲郡一樣，係佳里、北門兩街庄當時因實力伯仲，總督府決定郡役所位於佳里之後，考量「民心融和」，故另取北門作為郡名，又佳里之名1920年當時才訂名，不若北門歷史悠久。

## 統計
| 街庄名 | 面積 (km²) | 人口 (人) | 人口 (人) | 人口 (人) | 人口 (人) | 人口 (人) | 人口 (人) | 人口密度 (人/km²) |
| 街庄名 | 面積 (km²) | 本籍      | 本籍      | 本籍      | 外籍      | 外籍      | 計        | 人口密度 (人/km²) |
| 街庄名 | 面積 (km²) | 臺灣      | 內地      | 朝鮮      | 中國      | 其他外國  | 計        | 人口密度 (人/km²) |
| ------ | ---------- | --------- | --------- | --------- | --------- | --------- | --------- | ----------------- |
| 佳里街 | 39.0291    | 28,174    | 778       | 1         | 45        | 0         | 28,998    | 743               |
| 西港庄 | 33.7666    | 14,590    | 87        | 0         | 1         | 0         | 14,678    | 435               |
| 七股庄 | 97.7293    | 22,945    | 157       | 0         | 1         | 0         | 23,103    | 236               |
| 將軍庄 | 41.9796    | 23,900    | 73        | 0         | 0         | 0         | 23,973    | 571               |
| 北門庄 | 44.1003    | 16,274    | 167       | 0         | 1         | 0         | 16,442    | 373               |
| 學甲庄 | 53.9050    | 24,858    | 132       | 1         | 19        | 0         | 25,010    | 464               |
| 北門郡 | 310.5099   | 130,741   | 1,394     | 2         | 67        | 0         | 132,204   | 426               |

## 後續發展
1945年3月重慶國民政府通過之臺灣接管計劃綱要地方政制中，將北門郡改稱為北門縣，為該地方政制的30個縣之一，縣治設於佳里（今臺南市佳里區）。
1945年10月，因臺灣省行政長官公署認為該政制不符實際，因此「臺灣接管計劃地方政制」並未實施，僅將州廳－郡－街、庄各級行政區改稱縣－區－鎮、鄉，北門郡改稱北門區。
1950年北門區廢止，所轄鄉鎮直接隸屬臺南縣管轄，但地方、官方（如臺南縣政府網站）仍習以北門區稱呼該區域，縣議員選舉時也曾按照此區域劃分選區。

## 神社
北門神社於昭和11年7月15日鎮座，原為無格社，昭和19年9月29日列格為鄉社，祭神為天照大神、開拓三神、北白川宮能久親王，例祭日為每年的10月27日。神社原址為今佳里公園。民國63年，佳里鎮公所依因台日斷交後而中華民國內政部制定的《清除臺灣日據時代表現日本帝國主義優越感之統治紀念遺跡要點》，將北門神社拆除。今尚存原參道土丘，臨近的北門高中則為神社外苑，六順、六安街口附近留有部份石燈籠殘件。

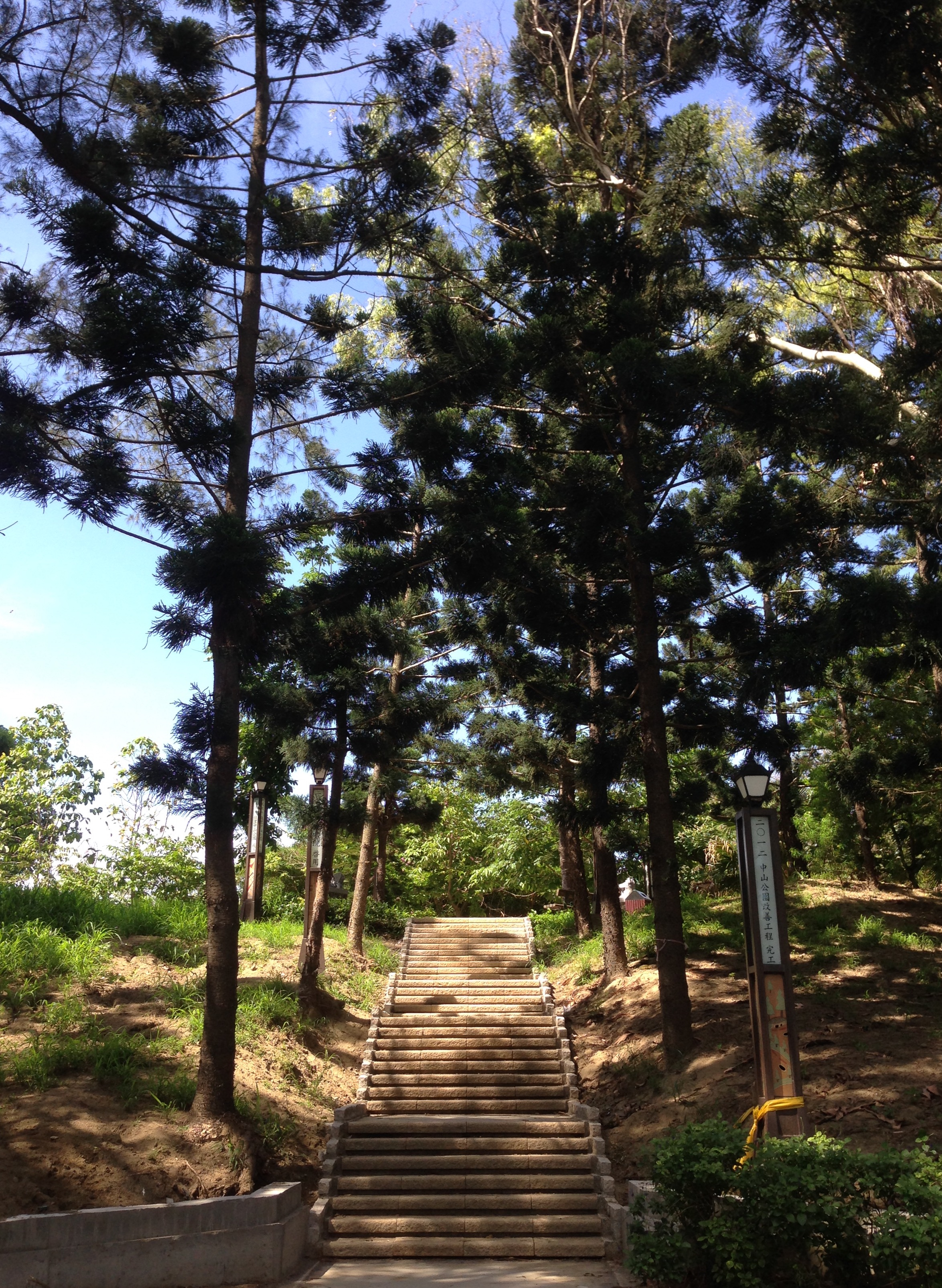
佳里公園土丘與參道

## 警政
以下所列資料來自1944年臺灣總督府編著的《警察官署別 臺灣總督府行政區域便覽》：
- 北門郡警察課

| 派出所名       | 派出所轄區                                     |
| -------------- | ---------------------------------------------- |
| 直轄           | 佳里街佳里                                     |
| 佳里興派出所   | 佳里街佳里興、溪州                             |
| 子良廟派出所   | 佳里街子良廟、新宅                             |
| 下營派出所     | 佳里街下營、番子寮                             |
| 塭子內派出所   | 佳里街塭子內                                   |
| 西港派出所     | 西港庄西港、中州、南海埔、八分（部分）         |
| 後營派出所     | 西港庄後營、八分（部分）、下宅子、檨子林       |
| 劉厝派出所     | 西港庄劉厝、大塭寮                             |
| 後港派出所     | 七股庄後港、頂山子、篤加、城子內               |
| 七十二分派出所 | 七股庄七十二分、樹子腳、竹子港、三股子、十分塭 |
| 七股派出所     | 七股庄七股、大寮、下山子寮                     |
| 將軍派出所     | 將軍庄將軍、角帶圍、山子腳、口寮（部分）       |
| 漚汪派出所     | 將軍庄漚汪（東甲、中甲、西甲、北甲）           |
| 青昆身派出所   | 將軍庄口寮（部分）                             |
| 苓子寮派出所   | 將軍庄苓子寮、巷口（巷口、北埔）               |
| 學甲派出所     | 學甲庄學甲（部分）                             |
| 中洲派出所     | 學甲庄中洲                                     |
| 宅子港派出所   | 學甲庄宅子港、學甲寮                           |
| 頂溪洲派出所   | 學甲庄溪洲子寮、學甲（部分）                   |
| 北門派出所     | 北門庄北門、蚵寮（部分）                       |
| 王爺港派出所   | 北門庄蚵寮（部分）、渡子頭                     |
| 溪底寮派出所   | 北門庄溪底寮（二重港、三寮灣）                 |

## 設施
- 北門郡役所
- 台南地方法院佳里出張所
- 專賣局北門出張所（北門鹽場建物群及周邊古鹽田）
- 稅關北門監視署
- 稅關七股監視署
- 佳里郵便局
- 北門郵便局
- 學甲郵便局
- 佳里街役場
- 西港庄役場
- 七股庄役場
- 將軍庄役場
- 北門庄役場
- 學甲庄役場
- 嘉南大圳組合北門郡部[3]

## 會社
- 明治製糖蕭壠工廠
- 佳里製冰合資會社
- 臺灣製鹽株式會社北門出張所
- 臺灣製鹽株式會社七股出張所
- 大日本鹽業株式會社安平出張所北門分所
- 北門輕鐵株式會社[3]

## 名所舊跡
- 北門神社
- 佳里戰跡（乙未戰爭中的蕭壠事件）
- 金唐殿義民亭
- 南鯤鯓廟[3]